# Furna da Recta da Cruz
A Furna da Recta da Cruz é uma gruta portuguesa localizada na freguesia doNorte Pequeno, concelho da Calheta, ilha de São Jorge, arquipélago dos Açores.
Esta cavidade apresenta uma geomorfologia de origem vulcânica em forma de tubo de lava localizado em campo de lava.
Este acidente geológico tem um comprimento de 43 m. por uma largura máxima de 5,2 m. e por uma altura também máxima de 3,3 m.